# Совка ленточная большая
Совка ленточная большая (лат. Noctua pronuba) — ночная бабочка из семейства совок.

## Описание
Размах крыльев 50—60 мм. Окраска передних крыльев может варьировать от серой до тёмно-бурой. Почковидное пятно на передних крыльях всегда почти чёрное, кольцевидное пятно в светлой кайме, такого же цвета, как и фон самих крыльев, либо светлее и без каймы. На передних крыльях может присутствовать рисунок образованный волнистыми линиями, тёмными штрихами и пятнами. У вершины крыла находятся два чёрных пятна. Задние крылья жёлто-рыжей окраски, с чёрной перевязью, проходящей у внешнего края крыла.

## Ареал и местообитание
Ареал вида простирается на территории от Западной Европы до Западной Сибири, Центральной Азии, северо-западной Индии, Северной Африки. Вид был интродуцирован в Северную Америку, где он встречается и почти везде по территории континента за исключением Гренландии и Карибского региона. Бабочки встречается в лесах, на лугах, пашнях, остепненных склонах, парках, садах, болотах, пастбищах, изредка в степях.

## Время лёта
Период лёта бабочки с мая по июль и сентябрь—октябрь.

## Гусеницы
Гусеница характеризуется окраской от грязно-белой до тёмно-бурой с тремя светлыми линиями на спине и поясками, образованными тёмными пятнами. Питается многими кустарниками и травянистыми растениями, включая одуванчик, щавель, виноград, капуста, лук, свёкла, календула, хризантема, георгина и многие другие.